# Clute (Texas)
Clute é uma cidade localizada no estado norte-americano do Texas, no Condado de Brazoria.

## Demografia
Segundo o censo norte-americano de 2000, a sua população era de 10.424 habitantes.
Em 2006, foi estimada uma população de 10.737, um aumento de 313 (3.0%).

## Geografia
De acordo com o United States Census Bureau tem uma área de
14,6 km², dos quais 13,9 km² cobertos por terra e 0,7 km² cobertos por água.

## Localidades na vizinhança
O diagrama seguinte representa as localidades num raio de 12 km ao redor de Clute.